# Górki (województwo wielkopolskie)
Górki – wieś w Polsce położona w województwie wielkopolskim, w powiecie kolskim, w gminie Kłodawa.
W latach 1975–1998 miejscowość administracyjnie należała do województwa konińskiego.